# 宋大章
宋大章（15世紀—16世紀），字堯音，南直隸安慶府太湖縣人，明朝政治人物。

## 生平
宋大章博學多才，操守慎重，是弘治十一年（1498年）戊午科應天鄉試舉人，授均州學正，因事降任建德訓導，不久又陞番禺教諭，所至以身作則，以風教為己任，薦陞永福知縣，為政端莊嚴正，舉動有法，士子仰慕其風範，人民佩服其德行，當時地方文廟祀典祭器缺漏，他捐資重新鑄造，文風振奮，不久他在任內去世，人們都感到可惜。

## 引用
1. 1 2  民國《太湖縣志·卷二十·人物志》：宋鏞，字廷器，舉人……子大章，字堯音，舉人，學博才瞻，操履慎重，署湖廣均州學正，左遷建德訓導，尋陞廣東番禺教諭，所至正身率物，以風教為己任，薦擢福建永福知縣，以廉能著，奉檄之建寧卒於道，行笥蕭然，子浚中嘉靖丙午科舉人。
2. ↑  民國《太湖縣志·卷十七·選舉志一》：舉人……明……宏治十一年戊午科 宋大章 官福建永福知縣，有傳
3. ↑  乾隆《（福建）永福縣志·卷五》：宋大章，太湖人，由舉人正德中任本縣，端莊嚴正，舉動有法，士仰其範，民服其德，先是文廟祀典祭器缺陋，見之惻然，遂捐貲鑄爵修俎豆，文風丕振，未幾卒於官，民咸惜之。